# Scopula crossophragma
Scopula crossophragma là một loài bướm đêm trong họ Geometridae.